# Casa de Santa Marta
La Domus Sanctae Marthae, també coneguda com a Casa o Residència de Santa Marta, és un edifici situat a l'interior de la Ciutat del Vaticà, adjacent a la basílica de Sant Pere.
És l'alberg en el qual resideix el Col·legi Cardenalici que participen en el conclave per a l'elecció dels nous papes i constitueix en temps ordinari l'allotjament per a prelats residents o estacionaris a la Ciutat del Vaticà. Abans de la constitució apostòlica Universi Dominici Gregis, promulgada el 22 de febrer de 1996, que va canviar les regles que governaven els conclaves papals: els participants es van veure obligats a dormir en cèl·les petites al Palau Apostòlic.
La casa, dirigida per les germanes de la Caritat de Sant Vicenç de Paül, també funciona com a hostal per a aquells que tenen negocis amb la Santa Seu i acull l'allotjament del Papa Francesc, que va decidir utilitzar els apartaments papals al Palau del Vaticà només per recitar el diumenge l'Àngelus i rebre caps d'Estat i altres autoritats.
Durant el conclave del 2013, la casa va ser dirigida per 6 germanes i 33 assistents; encara el director és monsenyor Battista Ricca.